# Сруджи, Джони
Джони Сруджи (англ. Johny Srouji, ивр. ג'וני סרוג'י‎; род. 1964, Хайфа) — американский топ-менеджер. Старший вице-президент по технологиям аппаратного обеспечения компании Apple Inc.

## Биография
Сруджи родился и вырос в хайфском квартале Вади-Ниснас в семье израильских арабов-христиан. Учился в католической частной школе Незирут-Кармелит (Scuola Italiana Carmelite). Получил степень бакалавра, а затем степень магистра в области компьютерных наук в университете «Технион» (Израильский технологический институт) в города Хайфа (Израиль).
После полученного образования Сруджи занимал руководящие должности в корпорациях Intel и IBM, отвечая за разработку и проектирование процессоров.
В 2008 году Apple начала формировать команду для разработки собственных ARM-микропроцессоров, поглотила компанию P.A. Semi (апрель 2008 года) и наняла в качестве старшего вице-президента по аппаратным устройствам (Devices Hardware) Марка Пейпермастера, бывшего вице-президента компании IBM. Именно тогда в 2008 году Сруджи ушёл из IBM и присоединился к подразделению «Devices Hardware» в компании Apple, возглавив разработку микропроцессора Apple A4 (представлен в январе 2010 года), первой системы на кристалле (SoC) спроектированной в самой компании Apple.
В июле 2013 года, после того, как Боб Мансфилд покинул пост старшего вице-президента, Сруджи был назначен на должность вице-президента Apple по технологиям аппаратного обеспечения и возглавил подразделение «Технологий» — занимающееся разработкой беспроводного оборудования и полупроводниковых продуктов, которое ранее курировал старший вице-президент Боб Мансфилд.
В Apple он собрал и построил одну из самых сильных и самых инновационных в мире команд инженеров и технологов по разработке аппаратных технологий и проектирования полупроводниковых приборов, таких как процессоры, микроконтроллеры памяти, контроллеры дисплея, сенсорные датчики, аккумуляторы и другие чипсеты для всей линейки продуктов компании Apple.
17 декабря 2015 года был назначен на должность старшего вице-президента компании Apple по технологиям аппаратного обеспечения с непосредственным подчинением гендиректору Тиму Куку.